# Chloroclystis celaenacris
Celaenaclystis celaenacris là một loài bướm đêm trong họ Geometridae.